# Perilampus tuberculatus
Perilampus tuberculatus är en stekelart som beskrevs av Storozheva 1995. Perilampus tuberculatus ingår i släktet Perilampus och familjen gropglanssteklar. Inga underarter finns listade i Catalogue of Life.